# Assassin's Creed IV: Black Flag
Assassin's Creed IV: Black Flag este un joc video de acțiune-aventură, dezvoltat de Ubisoft Montreal și publicat de Ubisoft. Este cel de-al șaselea titlu din ramura principală a serie Assassin's Creed. Perioada sa istorică o precede pe cea a din Assassin's Creed III (2012), cu toate că secvențele din prezent le succed pe cele din III. Black Flag a fost lansat pentru platformele PlayStation 3, Xbox 360 și Wii U în octombrie 2013 și o lună mai târziu pentru PlayStation 4, Microsoft Windows și Xbox One. 
Acțiunea poveștii are loc într-o istorie ficțională a evenimentelor din viața reală și urmărește bătălia dintre Asasini, care luptă pentru pace prin libertate, și Templieri, care doresc pace prin control.  În prezent, protagonistul seriei este un agent Abstergo. Povestea se întâmplă în Caraibe, în secolul 18, în timpul Epocii de aur a pirateriei, și îl urmărește pe Edward Kenway, un pirat notoriu galez, bunic și tată al protagonistului din Assassin's Creed III, Ratonhnhaké:ton și, respectiv antagonistului, Haytham Kenway, care intră în conflictul dintre Asasini și Templieri. Tentativa utopică de stabilire a unei Republici a piraților (independentă de regimul britanic sau spaniol) este un element important al povești.
Spre deosebire de jocurile anterioare, elementele de gameplay se concentrează mai mult pe explorarea hărții open world pe mare, păstrând însă și explorarea third-person pe uscat a seriei, sistemul de luptă, dar și pe cel de stealth. Modul multiplayer se întoarce și el, cu toate că poate fi jucat doar pe uscat. Jocul se desfășoară în trei mari orașe din Caraibe: Havana, Nassau și Kingston, împreună cu numeroase insule, vase scufundate și forturi. Jucătorii au opțiunea de a vâna cu harponul animale marine mari, dar și de a vâna animale care trăiesc pe uscat. Pentru prima oară în serie, explorarea pe mare este o parte importantă într-un joc Assassin's Creed, Edward Kenway fiind căpitan pe Jackdaw, un bric capturat din flota spaniolă.
Assassin's Creed IV: Black Flag a fost primit favorabil după lansare și a fost unul dintre cele mai bine vândute jocuri ale anului 2013. A vândut peste 11 milioane de copii. Criticii au lăudat gameplay-ul open world masiv, numeroasele quest-uri secundare, grafica și sistemul naval îmbunătățit. Criticile au fost adresate misiunilor istorice, acestea fiind considerate repetitive. Tematica piraților cu sânge rece a fost primită favorabil de critici. Cu toate acestea, povestea ce are loc în prezent a primit răspunsuri mixte. Jocul a primit diferite premii și nominalizări, câștigând premiul Spike VGX din 2013 pentru Cel Mai Bun Joc de Acțiune/Aventură. A fost urmat de Assassin's Creed Unity și Assassin's Creed Rogue, acțiunea acestora având loc în timpul Revoluției Franceze și, respectiv, Războiului de Șapte Ani. Amândouă au fost lansate în noiembrie 2014.

## Gameplay
Jocul se desfășoară în trei mari orașe; Havana, Kingston și Nassau, care sunt sub control spaniol, britanic și, respectiv, al piraților. Jocul conține și alte 50 de locații—inclusiv atoli, forturi pe mare, ruine mayașe, plantații de zahăr și epave aflate sub apă—ce pot fi explorate, existând un raport de 60/40 între explorarea pe uscat și cea navală. Assassin's Creed IV se simte mai mult ca un open world, misiunile fiind similare cu cele din Assassin's Creed, iar restricțiile pentru jucători sunt mai puține. Lumea se deschide foarte devreme, spre deosebire de Assassin's Creed III, care avea misiuni foarte stricte și nu îi dădea jucătorului posibilitatea de a explora decât după primul act. Jucătorul se va întâlni cu jungle, forturi, ruine și mici sate, lumea fiind structurată pentru ca jucătorii să aibă mai multe posibilități, precum cea de a intra în luptă, a se îmbarca sau a captura alte vase, dar și posibilitatea de a înota până la plajele din apropiere într-o manieră fără cusur. În plus, sistemul de vânare din Assassin's Creed III a fost păstrat, permițând jucătorului să vâneze pe uscat și să pescuiască, resursele adunate fiind folosite pentru a îmbunătăți echipamentul.
Un nou aspect al jocului este vasul Jackdaw, al cărui căpitan este jucătorul. Acest vas poate fi îmbunătățit pe tot parcursul jocului și poate fi accesat ușor de către jucător când este nevoie. În plus, o nouă componentă subacvatică a fost adăugată. Jucătorul are acces la un ochean, permițând examinarea vaselor aflate la depărtare, împreună cu încărcătura și puterea lor. Se poate determina, însă, și dacă insula mai are animale de vânat, comori de găsit, high point-uri ce pot fi sincronizate sau quest-uri adiționale ce pot fi completate, precum contracte de asasinare și navale. O formă actualizată a sistemului de recrutare din Assassin's Creed: Brotherhood se întoarce, ce îi permite lui Edward să recruteze membrii pentru echipaj. În timp ce echipajul lui Kenway îi va rămâne loial, unii dintre membrii pot fi promovați pentru a deveni căpitani ai vaselor achiziționate. Acest echipaj este indispensabil în cucerirea vaselor inamice, cu toate că ei nu pot ajuta jucătorul în luptă sau în asasinate, spre deosebire de jocurile anterioare. Ubisoft a înlăturat acest aspect al sistemului din Brotherhood, crezând că jucătorul poate ieși din situații tensionate prea ușor.
În prezent, la birourile companiei Abstergo Entertainment—filială a Abstergo Industries—din Montréal, Quebec, jucătorii intră în lumea pirateriei moderne, trăgând cu urechea, explorând birourile și intrând ilegal în alte calculatoare, toate fără luptă. De asemente, există și numeroase jocuri de "hacking", similare cu puzzle-urile, care conțin diferite secrete despre Abstergo.
Modul multiplayer se întoarce și el, cu noi funcții și moduri de joc, cu toate că poate fi jucat doar pe uscat.

## Sinopsis

### Personaje
Personajul principal al jocului este Edward Kenway (Matt Ryan), un pirat galez și, în cele din urmă, membru al Frăției Asasinilor. Edward este tatăl lui Haytham Kenway și bunic al lui Ratonhnhaké:ton (Connor), cele două personaje principale din Assassin's Creed III. Personaje din viața reală îi includ pe Edward "Barbă Neagră" Thatch (dublat de Mark Bonnar), Benjamin Hornigold, Mary Read, Stede Bonnet Anne Bonny, Calico Jack, Charles Vane (Ralph Ineson).

### Cadrul
La fel ca și în jocurile anterioare din seria Assassin's Creed, povestea este împărțită în două jumătăți, una având loc în prezent, iar cealaltă în trecut, iar evenimentele din aceste două lumi se influențează reciproc. Cu toate că povestea din prezent stabilise anterior că era nevoie de un Animus pentru a vizualiza memoriile strămoșilor, finalul lui Assassin's Creed III arată că Abstergo poate vedea aceste memorii doar prin sincronizarea cu ADN-ul gazdei. În acest fel, personajul-jucător este angajat de Abstergo Entertainment să investigheze un personaj important din neamul lui Desmond, Asasinul Edward Kenway. Povestea lui Kenway, pirat și corsar notoriu al Epocii de aur a pirateriei, are loc în Caraibe și amestecă explorarea navală cu aventurile de pe uscat din Cuba și Jamaica, dar și de pe diferite insule din Caraibe, părți din sudul Floridei și din estul Mexicului.

### Povestea
Mostre preluate din corpul lui Desmond Miles imediat după moartea acestuia i-au permis lui Abstergo Industries să continue explorarea memoriilor sale, folosind noile abilități de stocare ale Animusului. Personajul-jucător este angajat de Abstergo Entertainment, cu sediul la Montréal, să cerceteze memoriile lui Edward Kenway, un pirat al secolului 18, tatăl lui Haytham Kenway și bunic al lui Ratonhnhaké:ton. Aparent, acest lucru are ca scop colectarea informațiilor pentru un film interactiv, dar, de fapt, Abstergo—Templierii din prezent—caută o structură a Primei Civilizații, cunoscută ca Observatorul, și folosesc memoriile lui Edward Kenway pentru a o găsi.
Ca și Kenway, jucătorul trebuie să deslușească o conspirație dintre Templierii Imperiului Britanic și Spaniol care, sub pretextul că vor să elimine pirateria din Caraibe, și-au folosit statutul pentru a-l găsi pe Înțelept—mai târziu dezvăluit ca Bartholomew Roberts—care este singurul om care îi poate conduce către Observator, un aparat al Primei Civilizații care poate monitoriza pe oricine, oriunde în lume, dacă este obținută o mostră de sânge a acestuia, pe care ei intenționează să-l folosească pentru a spiona și șantaja liderii lumii. Kenway devine, neintenționat, o verigă în această poveste, după ce asasinează un Asasin dispărut, Duncan Walpole. Văzând o oportunitate pentru profit, Kenway își asumă rolul lui Walpole la o întâlnire a Templierilor în Havana, unde îl întâlnește pe Woodes Rogers, dar și pe Guvernatorul Cubei și Marele Maestru Templier, Laureano Torres. Nesăbuința sa pune în pericol întreaga Frăție a Asasinilor, ceea ce îl face să îl urmărească pe Înțelept și pe conspiratori din peninsula Yucatán până în Jamaica, iar, în cele din urmă, Roberts este prins de Kenway pe insula Príncipe, de lângă coasta africană.
Între timp, un grup de pirați notorii—inclusiv Edward "Barbă Neagră" Thatch, Benjamin Hornigold, Mary Read (sub numele de "James Kidd") și Charles Vane, visează la o lume unde omul este liber să trăiască fără a se îngrijora de regi și conducători. Cu ajutorul lui Kenway, ei preiau controlul orașului Nassau și stabilesc o Republică a Piraților. Cu toate acestea, guvernarea proastă, lipsa economiei și izbucnirea unei boli aduc statul piraților foarte aproape de prăbușire, fondatorii împărțindu-se în două tabere. Kenway încearcă să rezolve disputa, dar este prea târziu pentru a-i mai opri pe Templieri din a profita de această situație.
În cele din urmă, Kenway și Roberts descoperă locația Observatorului și găsesc artefactul care îl alimentează, dar Kenway este trădat de Roberts în ultimul moment. După puțin timp petrecut în închisoare pentru piraterie, Edward scapă cu ajutorul lui Ah Tabai, Mentor Asasin, și alege să se alăture Frăției. Urmărindu-l pe Roberts, dar și pe conspiratorii Templieri, Kenway recuperează artefactul și îl duce înapoi la Observator, sigilându-l pentru totdeauna. Într-o ipostază în care viitorul său este nesigur, el fiind condamnat din nou, primește o scrisoare în care află de moartea soției sale, dar și de sosirea iminentă a fiicei sale, Jennifer Scott. Kenway se întoarce în Anglia, promițându-i lui Ah Tabai că se va întoarce într-o zi pentru a continua lupta împotriva Templierilor. Câțiva ani mai târziu, Kenway, Jennifer (folosindu-i prenumele mamei sale în amintirea ei) și băiatul cel mic al lui Kenway, Haytham, se pregătesc să urmărească o piesă într-un teatru din Anglia.
În prezent, jucătorul este contactat de John, manager la Abstergo Entertainment. John îl convinge pe jucător că angajații știu mai mult decât par să arate și îl încurajează să investigheze mai amănunțit. El îl convinge pe jucător să intre în diferite terminale și camere de supraveghere ale Animusului și să ducă informațiile preluate la Shaun Hastings și Rebecca Crane, care lucrează sub acoperire și încearcă să se infiltreze în Abstergo. Când compania se închide din cauza descoperiri ilegalității survenite, John aranjează ca jucătorul să acceseze nucleul Animusului, moment în care Iuno apare într-o formă imaterială. Ea dezvăluie că, cu toate că era necesar ca templul ei să fie deschis pentru a evita dezastrul, lumea nu era pregătită pentru ea și că este incapabilă să afecteze sau să controleze personajul-jucător, cum intenționau supușii ei. John este dezvăluit ca un încarnat al Înțeleptului și încearcă să-l omoare pe jucător pentru a mușamaliza încercarea eșuată de a o învia pe Iuno, dar este omorât de forțele de securitate înainte să facă acest lucru, implicându-l, în acest fel, pe el în intrarea ilegală în rețea. Ca și Roberts, Înțeleptul admite, în fața lui Kenway, că el nu lucrează nici pentru Asasini, nici pentru Templieri, și, în schimb, profită de amândouă tabere pentru a-și duce la capăt îndatoririle. Cu Înțeleptul mort, jucătorul este contactat de către Asasini în timp ce aceștia își continuă infiltrarea în Abstergo, dar nicio parte nu poate explica prezența Înțeleptului sau a Instrumentelor Primei Civilizații.

### Freedom Cry
DLC-ul Freedom Cry are loc la douăzeci de ani după povestea din Black Flag și îl urmărește pe Asasinul Adéwalé.
În încercarea de a intercepta activități ale Templierilor din Mările Indiilor de Vest, Adéwalé ajunge pe coasta din Haiti. După ce sosește la Port-au-Prince, el descoperă că Templierii lucrează împreună cu Bastienne Josèphe, proprietară al unui bordel local și simpatizantă a Castaniilor (the Maroons), o facțiune de luptători liberi, formată din sclavi eliberați, conduși de Augustin Dieufort. În ciuda obligațiilor față de Frăția Asasinilor, Adéwalé devine simpatizant al cauzei lor și îi ajută pe Castanii în deturnarea unui vas, Experto Crede, pentru a întrerupe negoțul cu sclavi.
În timp ce lucrează cu Bastienne, Adéwalé descoperă o conspirație înăuntrul guvernului provincial Francez, ce conduce orașul Port-au-Prince. Guvernatorul local, Pierre de Fayet, plănuiește o expediție științifică clandestină pentru a măsura curbura Pământului și pentru a strânge informații geografice, pe care intenționează să le vândă celui mai dornic licitant, cu promisiunea superiorității navale. Adéwalé sabotează cu succes expediția, schimbând sclavii folosiți pentru expediție cu membri ai Castaniilor.
Încep să apară tensiuni între Castanii atunci când Adéwalé plănuiește incursiuni împotriva negoțului cu sclavi. Bastienne se opune. Adéwalé o ignoră, dar este îngrozit atunci când observă o fregată cu sclavi în flăcări. Adéwalé se urcă la bordul navei și reușește să salveze câțiva sclavi înainte ca aceasta să se scufunde cu restul de negri. El promite să se răzbune, dar Bastienne îl avertizează că răzbunarea va slăbi cauza Castaniilor; dacă Adéwalé îl omoară pe de Fayet, va trebui să facă asta numai ca reprezentant al dreptății. După asaltarea conacului Guvernatorului, urmărirea acestuia prin oraș și lupta cu o garnizoană locală, Adéwalé îl încercuiește pe de Fayet, care spune că sclavii nu sunt capabili de a se guverna singuri și se răzvrătesc ușor. După ce îl omoară pe Fayet, Adéwalé se întoarce la Bastienne, spunându-i că va părăsi Port-au-Prince pentru totdeauna, dar jurând că își va folosi noile convingeri pentru a-i ajuta, mai degrabă, pe oamenii care sunt asupriți, decât pe cei care se consideră eliberatorii acestora.

## Dezvoltare
La începutul lui februarie 2013, într-un raport financiar,  Yves Guillemot, CEO al Ubisoft, a confirmat că următorul joc Assassin's Creed, programat să se lanseze înainte de aprilie 2014, va avea un nou erou, o nouă perioadă și o nouă echipă de dezvoltare. Pe 28 februarie 2013, Ubisoft a postat prima imagine promoțională și coperta următorului joc Assassin's Creed, copertă pe care apărea titlul Assassin's Creed IV: Black Flag și un personaj ce ținea un pistol și o sabie, în fundal aflându-se un steag negru cu simbolul Asasinilor și un craniu. O informație apărută pe site-ul web al lui Assassin's Creed IV sugera că jocul se va lansa pe consolele next-gen în data de 29 octombrie, lucru confirmat de primul trailer al jocului, lansat pe 4 martie 2013 (inițial scurs pe 2 martie 2013, dar a fost eliminat rapid de Ubisoft).
Assassin's Creed IV: Black Flag a fost anunțat cu un trailer cinematic în data de 4 martie 2013. Dezvoltarea a fost începută la mijlocul anului 2011, la Ubisoft Montreal, de către o echipă separată față de Assassin's Creed III, echipa fiind în colaborare cu alte studiouri Ubisoft, precum cele din Annecy, București, Kiev, Montpellier, Singapore și Sofia.
Managerul principal de conținut Carsten Myhill a accentuat ideea cum că jocul ar fi trebuit să fie în aceeași manieră ca Assassin's Creed: Brotherhood sau Assassin's Creed: Revelations, având în vedere asemănările aparente cu Assassin's Creed III. El a spus: "Întregul sentiment al jocului este de prospețime și noutate. Va fi foarte diferit de Assassin's Creed III. Cred că justifică întregul renume al lui Assassin's Creed IV, nu doar cu noile personaje și cadre, dar și cu atitudinea și experiența." Assassin's Creed IV este primul titlu al seriei care poartă un subtitlu, o decizie făcută pentru a deosebi tematica cu pirați de restul seriei, spune Myhill.
Prin folosirea motorului AnvilNext, echipa de dezvoltarea a putut să lucreze cu același motor atât pentru versiunea de current-gen, cât și pentru cea de next-gen a jocului, AnvilNext fiind proiectat să lucreze atât la cerințe de next-gen, cât și pentru sisteme de current-gen. În plus, fiecare sistem va avea propriile complexități și caracteristici, diferite de la consolă la consolă. Versiunea pentru PC folosește funcția TXAA a celor de la Nvidia.

### Muzica
Muzica jocului - Assassin's Creed IV: Black Flag (Original Game Soundtrack) a fost realizată de compozitorul american Brian Tyler, care a compus coloana sonoră și a unui alt titlu Ubisoft, Far Cry 3. Aranjamentele ulterioare au fost realizate de Sarah Schachner, Omar Fadel, Steve Davis, Mike Kramer, Jeremy Lamb, Matthew Llewellyn și Robert Lydecker. Coloana sonoră a fost lansată pentru Amazon MP3 și iTunes pe 14 octombrie 2013. Celelalte două coloane sonore lansate sunt:
- Assassin's Creed IV: Black Flag (Game Soundtrack — Sea Shanty Edition), a doua coloană sonoră, ce conține 16 cântece marinărești, compusă de diferiți artiști, a fost lansată pentru Amazon MP3[35] și iTunes pe 29 octombrie 2013.[36]

- Assassin's Creed IV: Black Flag (Game Soundtrack — The Complete Edition), o coloană sonoră completă, ce include cele două coloane sonore anterioare, precum și coloana sonoră a modului multiplayer, compusă de Joe Henson și Alexis Smith, a fost lansată pentru Amazon MP3[37] și iTunes pe 2 decembrie 2013.[38]

Coloană sonoră a DLC-ului Freedom Cry a fost realizată de compozitorul francez Olivier Deriviere. A fost înregistrată la Avatar Studios din New York, împreună cu La Troupe Makandal, un grup dedicat muzicii haitiene, și la Galaxy Studios din Belgia, împreună cu Filarmonica din Bruxelles.
| Assassin's Creed IV: Black Flag (Original Game Soundtrack) / Assassin's Creed IV: Black Flag (Game Soundtrack — The Complete Edition) (Disc One) |                                             |                        |         |  |
| Nr. | Titlu                                       | Muzică                 | Lungime |  |
| 1. | „Assassin's Creed IV Black Flag Main Theme” | Sarah Schachner        | 2:13    |  |
| 2. | „Pyrates Beware”                            | Schachner              | 3:16    |  |
| 3. | „On the Horizon”                            | Brian Tyler, Schachner | 3:01    |  |
| 4. | „The High Seas”                             | Tyler                  | 2:44    |  |
| 5. | „The Fortune of Edward Kenway”              | Schachner              | 1:57    |  |
| 6. | „In This World or the One Below”            | Tyler, Schachner       | 2:49    |  |
| 7. | „Under the Black Flag”                      | Schachner              | 3:21    |  |
| 8. | „The Ends of the Earth”                     | Tyler                  | 2:53    |  |
| 9. | „Stealing a Brig”                           | Tyler                  | 1:52    |  |
| 10. | „Fare Thee Well”                            | Tyler                  | 5:14    |  |
| 11. | „The Buccaneers”                            | Tyler                  | 4:05    |  |
| 12. | „Marked for Death”                          | Tyler                  | 3:21    |  |
| 13. | „Last Goodbyes”                             | Tyler                  | 2:24    |  |
| 14. | „Take What Is Ours!”                        | Tyler                  | 3:15    |  |
| 15. | „I'll Be with You”                          | Tyler                  | 6:04    |  |
| 16. | „Lay Aboard Lads”                           | Tyler                  | 2:24    |  |
| 17. | „A Pirate's Life”                           | Tyler                  | 2:02    |  |
| 18. | „Men of War”                                | Tyler                  | 2:57    |  |
| 19. | „Order of the Assassin”                     | Tyler                  | 3:10    |  |
| 20. | „In the Midst”                              | Tyler                  | 3:05    |  |
| 21. | „The British Empire”                        | Tyler                  | 3:08    |  |
| 22. | „Batten Down the Hatches”                   | Tyler                  | 1:37    |  |
| 23. | „Modernity”                                 | Tyler                  | 2:14    |  |
| 24. | „A Merry Life and a Short One”              | Tyler                  | 1:16    |  |
| 25. | „Queen Anne's Revenge”                      | Tyler                  | 4:42    |  |
| 26. | „Confrontation”                             | Tyler                  | 3:15    |  |
| 27. | „Prizes Plunder and Adventure”              | Tyler                  | 2:12    |  |
| 28. | „Meet the Sage”                             | Omar Fadel             | 3:36    |  |
| 29. | „Into the Jungle”                           | Tyler                  | 1:46    |  |
| 30. | „The Spanish Empire”                        | Tyler                  | 3:57    |  |
| 31. | „The Islands of the West Indies”            | Tyler                  | 3:06    |  |
| 32. | „Ships of Legend”                           | Tyler                  | 2:02    |  |
| 33. | „Secrets of the Maya”                       | Tyler                  | 3:24    |  |
| 34. | „Life at Sea”                               | Fadel                  | 3:10    |  |
| Lungime totală: | Lungime totală:                             | Lungime totală:        | 1:41:33 |  |

| Assassin's Creed IV: Black Flag (Game Soundtrack — Sea Shanty Edition) / Assassin's Creed IV: Black Flag (Game Soundtrack — The Complete Edition) (Disc Two) |                        |                                                                            |         |  |
| Nr. | Titlu                  | Muzică                                                                     | Lungime |  |
| 1. | „Randy Dandy Oh”       | Sean Dagher, Nils Brown, Michiel Schrey                                    | 1:35    |  |
| 2. | „Maid of Amsterdam”    | Brown, Schrey, Dagher                                                      | 1:41    |  |
| 3. | „Leave Her Johnny”     | Dagher, Brown, Schrey                                                      | 2:12    |  |
| 4. | „Whisky Johnny O'”     | Schrey, Dagher, Brown                                                      | 1:21    |  |
| 5. | „Good Morning Ladies”  | Dagher, Brown, Schrey                                                      | 1:38    |  |
| 6. | „Fish in the Sea”      | Schrey, Dagher, Brown                                                      | 1:29    |  |
| 7. | „Dead Horse”           | Dagher, Brown, Schrey                                                      | 1:07    |  |
| 8. | „Running Down to Cuba” | Schrey, Dagher, Brown                                                      | 1:29    |  |
| 9. | „Trooper and the Maid” | Charlotte Cumberbirch, Dagher, Nelson Carter, Richard Irwin, David Gossage | 1:57    |  |
| 10. | „William Taylor”       | Dagher, Brown, Schrey, Cumberbirch, Carter, Irwin, Gossage                 | 2:16    |  |
| 11. | „Patrick Spens”        | Schrey, Dagher, Irwin, Gossage                                             | 1:52    |  |
| 12. | „Fathom the Bowl”      | Linda Morrison, Dagher, Carter, Patrick Graham, Gossage                    | 2:13    |  |
| 13. | „Admiral Benbow”       | Schrey, Dagher, Brown, Carter, Irwin, Gossage                              | 1:53    |  |
| 14. | „All for Me Grog”      | Morrison, Dagher, Carter, Graham, Gossage                                  | 2:06    |  |
| 15. | „Buleria”              | Marco Marin, Dominic Soulard, Eric Breton                                  | 2:06    |  |
| 16. | „Verdiales”            | Marin, Soulard, Breton                                                     | 1:26    |  |
| Lungime totală: | Lungime totală:        | Lungime totală:                                                            | 28:22   |  |

| Assassin's Creed IV: Black Flag (Game Soundtrack — The Complete Edition) (Disc Three) |                          |                                     |                                   |  |
| Nr.                                                                                   | Titlu                    | Muzică                              | Lungime                           |  |
| 1.                                                                                    | „Saba Island”            | Joe Henson, Alexis Smith            | 3:37                              |  |
| 2.                                                                                    | „Santa Lucia”            | Joe Henson, Smith                   | 3:10                              |  |
| 3.                                                                                    | „Tampa Bay”              | Joe Henson, Smith, Christian Henson | 3:19                              |  |
| 4.                                                                                    | „Prison”                 | Joe Henson, Smith                   | 3:00                              |  |
| 5.                                                                                    | „La Havana”              | Joe Henson, Smith                   | 3:18                              |  |
| 6.                                                                                    | „Portobelo”              | Joe Henson, Smith                   | 3:45                              |  |
| 7.                                                                                    | „Saint Pierre”           | Joe Henson, Smith, Christian Henson | 3:23                              |  |
| 8.                                                                                    | „King Of The Seven Seas” | Orivian                             | 3:08                              |  |
| Lungime totală:                                                                       | Lungime totală:          | Lungime totală:                     | (Disc 3) 26:40 (Complete) 2:36:35 |  |

Note
- ^[a] semnifică o piesă inclusă pe "Ediția Skull"[40]

## Marketing și lansare
Assassin's Creed IV: Black Flag a fost lansat internațional pentru PlayStation 3 și Xbox 360 în data de 29 octombrie 2013, în timp ce versiunea pentru Wii U s-a lansat pe 29 octombrie 2013 în America de Nord, pe 21 noiembrie 2013 în Australia, pe 22 noiembrie 2013 în Europa și pe 28 noiembrie 2013 în Japonia. Versiunea Wii U pentru Europa a fost amânată, data plănuită inițial fiind 1 noiembrie 2013. A fost anunțat pe 1 martie 2013 că jocul va ajunge și pe PlayStation 4, iar pe 21 mai și pe Xbox One. Versiunea pentru PlayStation 4 s-a lansat pe 15 noiembrie și 29 noiembrie 2013 în America de Nord și, respectiv, în Europa, iar cea pentru Xbox One s-a lansat internațional în data de 22 noiembrie 2013.
Ubisoft a fost din nou partener cu Sony pentru a aduce conținut exclusiv pentru versiunile de PlayStation 3 și PlayStation 4, conținut care o va avea pe protagonista din Assassin's Creed III: Liberation, Aveline de Grandpré, în trei misiuni. Conținutul Aveline, care va fi realizat de scriitoarea Jill Murray, va avea loc după finalul poveștii sale din Liberation. Conținutul este disponibil și pentru varianta de PC, prin Uplay Gold Edition.
Pe 21 iunie 2013, a fost anunțat că versiunea pentru Microsoft Windows a fost amânată pentru "câteva săptămâni", data plănuită inițial fiind 29 octombrie 2013. Anunțate mai târziu, data de lansare pentru America de Nord a fost 19 noiembrie 2013 și 22 noiembrie 2013 în Europa. Designerul principal Jean-Sebastien Decant a explicat că amânarea a fost cauzată de echipa care lucrează, mai întâi, la versiunea "maestră", și care vrea să se asigure că funcționează, după aceea urmând să se treacă la celelalte versiuni. Pentru Black Flag, versiunile maestre au fost cele pentru PlayStation 3 și Xbox 360, după care echipa le-a adaptat pentru celelalte console.
Pe 31 octombrie 2013, Ubisoft a anunțat că cerința Uplay Passport va fi înlăturată din Assassin's Creed IV și toate jocurile viitoare. Uplay Passport venea odată cu toate copiile noi de jocuri și era necesară pentru a accesa conținutul multiplayer, dar și mini-jocul Edward's Fleet. Înainte de înlăturare, proprietarii de copii folosite puteau descărca Uplay Passport pentru o anumită taxă.
O adaptare pentru manga japoneză, scrisă de Takashi Yano și ilustrată de Kenji Oiwa, a fost lansată pe părți în revista Jump X a publicației Shueisha pe 10 august 2013. Cu toate că este o adaptare, manga contrazice multe dintre evenimentele jocului.

### Conținut descărcabil
Pe 8 octombrie 2013, Ubisoft a anunțat că un Season Pass va fi disponibil pentru achiziționare după lansarea jocului pentru PlayStation 3, PlayStation 4, Xbox 360, Xbox One și PC, care va include misiunile din Freedom Cry, un pachet cu iteme pentru personalizarea vasului Jackdaw, Kraken Ship, precum și elemente adiționale pentru modurile single-player și multiplayer.
Freedom Cry urmăreștea povestea lui Adéwalé, un sclav liber din Trinidad, care a devenit secundul lui Edward Kenway, și, mai târziu, membru al Frăției Asasinilor. Povestea are loc cu 15 ani mai târziu după cea din Assassin's Creed IV: Black Flag. Adéwalé, asasin antrenat, eșuează pe insula Hispaniola, unde se confruntă cu una dintre cele mai brutale sclavii din Indiile de Vest. Povestea a fost scrisă de Jill Murray, care a realizat-o și pe cea pentru Liberation, dar și conținutul Aveline pentru Black Flag. În februarie 2014, a fost anunțat că Freedom Cry se va lansa ca titlu separat, pentru PlayStation 4 și PlayStation 3 în data de 18 februarie 2014 în America de Nord și pe 19 februarie 2014 în Europa. S-a lansat pentru PC pe 25 februarie 2014.
DLC-ul Blackbeard's Wrath îi permite jucătorului să-și asume rolul fiecăruia dintre cele trei noi personaje ale modului multiplayer din Black Flag. Aceste personaje îl includ pe Barbă Neagră (Blackbeard), Jaguarul (The Jaguar) și Orhideea (The Orchid). Acest DLC este disponibil gratis, împreună cu Season Pass-ul.
DLC-ul Guild of Rogues adaugă trei noi personaje modului multiplayer. Aceste personaje sunt Șamanul (The Shaman), Sirena (The Siren) și Pasagerul clandestin (The Stowaway). Acest DLC nu a fost lansat pentru platforma Wii U.
Versiunile pentru PS3 și PS4 conțin amândouă un DLC exclusiv, "Aveline", dar conținutul este disponibil și pentru PC doar prin ediția Uplay Digital Deluxe.
O ediție Game of The Year, numită Ediția Jackdaw, a fost lansată doar pentru Xbox One, PlayStation 4 și PC. Conține toate DLC-urile disponibile.

## Recepție
Assassin's Creed IV: Black Flag a primit recenzii pozitive după lansare, criticii lăudând mediul open world, misiunile secundare, grafica și luptele navale. Site-urile web GameRankings și Metacritic au acordat versiunii pentru PlayStation 3 un rating de 87,62% și, respectiv, 88/100, versiunii pentru Xbox 360 un rating de 85,74% și, respectiv, 86/100, versiunii pentru Wii U un rating de 87% și, respectiv, 86/100, versiunii pentru PlayStation 4 un rating de 85,31% și, respectiv, 83/100, versiunii pentru Xbox One un rating de 81%, iar versiunii pentru PC un rating de 86,67% și, respectiv, 86/100. În noiembrie 2013, Hardcore Gamer a clasat Black Flag pe locul 70 în topul celor mai bune jocuri din era consolelor generației a șaptea.
Black Flag a fost lăudat mai mult decât Assassin's Creed III, Joe Juba de la Game Informer notând că Ubisoft a luat aminte la criticile adresate greșelilor jocului anterior și le-a îndreptat. Matt Gilman de la CVG a numit jocul "o reîntoarcere în formă a seriei," în timp ce Mikel Reparaz de la Official Xbox Magazine a spus: "După reîntoarcerile mediocre ale lui Revelations și ACIII, Black Flag este exact ce Assassin's Creed avea nevoie." După două zile de la lansare, IGN a clasat Black Flag pe locul 2 în topul celor mai bune jocuri din seria Assassin's Creed, fiind surclasat doar de Assassin's Creed II.
Anumiți critici au lăudat structura open world a jocului, cei de la revista Edge spunând că: Black Flag "ridică ștacheta nu numai pentru Ubisoft, dar și pentru jocurile open-world." Tom Bramwell de la Eurogamer a numit gameplay-ul open world "o gură de aer de mare proaspăt," în timp ce Gilman a spus că "revitalizează seria." Dimensiunea marea a mediului open world a fost lăudată și ea, Greg Tito de la revista The Escapist spunând că jocul "deschide Caraibele." Criticii au lăudat și misiunile secundare și itemele ce pot fi colectate, deoarece încurajează jucătorul să explore mediul open world, Shaun McInnis de la GameSpot spunând că "Black Flag prezintă o lume plină de aventură și oportunități [și] plină de lucruri ce pot fi explorate." Misiunile secundare au fost clasate ca fiind peste cele principale, Marty Sliva de la IGN spunând că: "Black Flag este cel mai bun joc [atunci când] dorești să te distrezi." Misiunile secundare de asasinare au fost lăudate și ele. Explorările cu nava, pe uscat și pe mare, fără timp de încărcare, au fost lăudate și ele.
Grafica a fost lăudată și ea. Criticii de la Edge au spus că: "Din punct de vedere al graficii, lumea lui Black Flag a fost construită pentru a te uimi, indiferent de platforma pe care joci." Criticii au spus că mediul open world al jocului este "frumos" și "minunat;" Sliva a spus că Black Flag este "unul dintre cele mai frumoase jocuri din 2013." Nivelul detaliilor jocului a fost lăudat și el, apa, ploaia și marea fiind clasate ca "uimitoare" de privit.
Sistemul de luptă naval a atras și el atenția. Criticii au spus că luptele pe mare au fost cele mai bune părți ale lui Assassin's Creed III și au lăudat Black Flag pentru îmbunătățire. Tito a explicat că, în timp ce misiunile pe mare ale lui Assassin's Creed III erau monotone și limitate, Black Flag îi oferă jucătorului mai multă libertate, deoarece îi permite să exploreze, să se lupte sau să navigheze oricând dorește. McInnis a spus că jocul "pune accent pe luptele navale," și că "se bazează pe misiunile secundare navale din ACIII pentru a crea aceeași experiență ca și cea de pe uscat." Sistemul de luptă naval a fost lăudat pentru adăugarea opțiunilor de a aborda nave și a ataca forturi, precum și pentru tranziția dintre navă și luptă, Tito numindu-l "un excelent sistem dual care răsplătește atât abilitățile de căpitan, cât și pe cele de pirat."
Stealth-ul jocului a fost lăudat și el, fiind mai flexibil decât cel din jocurile anterioare, jucătorul având mai multe opțiuni pentru a-și îndeplini obiectivele. Criticii de la Edge au spus că: "Jocurile de stealth sunt bune datorită flexibilității, iar Black Flag este cel mai generos joc Assassin's Creed de până acum." Cu toate acestea, unii au spus că stealth-ul este frustrant din cauza comenzilor prost făcute. Criticii au notat că stilul de luptă a lui Edward este similar cu stilul de luptă din jocurilor anterioare, unii criticându-l ca fiind monoton, prea ușor și fără nuanță. Cu toate acestea, a fost lăudat pentru "eficacitate și violență," dar și pentru "fluiditate și vivacitate." Unii s-au plâns și de inteligența prea scăzută a inamicului A.I.. Sistemul de meșteșugit simplificat a fost lăudat și el, fiind mai bun decât cel din Assassin's Creed III, criticii spunând că a fost inspirat din Far Cry 3.
Povestea a primit un răspuns mixt din partea criticilor. Reparaz a spus că este "captivantă" și una dintre cele mai bune din seria Assassin's Creed. Reparaz și McInnis au lăudat și personajele, dar și felul cum povestea arată partea umană a piraților, punând-o într-o lumină favorabilă. Bramwell spune că povestea "înflorește," lăudând, în special, personajele secundare și pe cel al lui Edward. Joel Gregory de la PlayStation Official Magazine spune că povestea lui Black Flag nu a fost foarte specială, cu toate că personajele sunt "mai intersante, simpatice și variate" decât cele din jocurile anterioare. Cu toate că a lăudat prima parte a jocului, Gilman a criticat-o pe a doua, spunând că structura face ca personajul să îi devină apatic jucătorului. Atât Sliva, cât și Juba au criticat povestea principală, Juba plângându-se de lipsa unui antagonist adevărat și că marea parte dintre personajele secundare au fost subdezvoltate.
Misiunile au primit și ele un răspuns mixt. Reparaz, care a lăudat foarte mult jocul, a spus că structura misiunilor a fost cea mai slabă parte a lui Black Flag. Juba și Steven Burns de la VideoGamer.com au spus că marea parte a misiunilor au fost repetitive și obositoare. Tito, cu toate acestea, a spus că au fost variate, iar părțile frustrante au compensat prin provocări. Un anumit aspect al misiunilor, cel al tragerii cu urechea și al urmăririlor, a fost criticat foarte dur, mulți spunând că aspectul ar trebui fie îmbunătățit, fie înlăturat complet din joc. Obiectivele de urmărire au fost extinse și pe mare, criticii plângându-se și de acest lucru. Începutul jocului a fost lăudat și el, fiind apreciată lipsa unui tutorial prea lung, Juba notând îmbunătățirea față de Assassin's Creed III.
Diferiți critici au spus că Black Flag este mai mult un joc cu pirați decât unul Assassin's Creed, din cauza punerii accentului pe piraterie în gameplay, poveste și personaje. Criticii au spus că este mai bine pentru serie; ei au lăudat tonul cu sânge-rece al lui Black Flag, în comparație cu cel al jocurilor anterioare, lăudându-se, în același timp, tranziția de la conflictul tipic al Asasinilor la o poveste cu pirați. Gilman a spus că: "Black Flag este mai mult un joc cu pirați decât unul cu asasini," Tom Senior de la PC Gamer remarcând că "Black Flag nu încearcă să fie un joc Assassin's Creed și [...] este o mutare binevenită." Reparaz l-a numit cel mai bun joc cu pirați jucat vreodată, în timp ce Ray Carsillo de la Electronic Gaming Monthly a spus că: Black Flag este "probabil cel mai bun joc cu pirați din istoria jocurilor." Tito a spus că gameplay-ul lui Black Flag amintește mai mult de jocul Sid Meier's Pirates! decât de un joc Assassin's Creed. Trăsăturile de pirat ale lui Edward Kenway au fost lăudate mai mult decât cele de Asasin. Sliva a spus că personajul lui Edward a fost o  "reîmprospătare a unei serii care devenea prea serioasă," în timp ce el și Gilman au spus că Edward este un personaj mai "vioi" și "acceptabil" decât Connor din Assassin's Creed III.
În decembrie 2015, Game Informer a clasat jocul pe locul cinci în topul celor mai bune jocuri din seria Assassin's Creed.

### Vânzări
La o săptămână după ce s-a lansat în Regatul Unit, Assassin's Creed IV: Black Flag a devenit cel mai bine vândut joc pentru toate platformele, surclasând Battlefield 4. Cu toate acestea, vânzările din prima săptămână au fost cu 60% mai mici decât cele ale lui Assassin's Creed III. Ubisoft a dat vina pe tranziția ce avea loc la consolele generației a opta. Conform NPD Group, Assassin's Creed IV: Black Flag a fost al treilea cel mai bine vândut joc din noiembrie 2013 în Statele Unite, fiind întrecut doar de Call of Duty: Ghosts și Battlefield 4. În mai 2014, Ubisoft a anunțat că jocul a fost vândut în peste 11 milioane de copii.

### Premii
Assassin's Creed IV: Black Flag a primit nominalizări la categoria Jocul Anului din partea publicațiilor Cheat Code Central, GameSpot și Inside Gaming Awards. A câștigat premiul Spike VGX din 2013 pentru Cel Mai Bun Joc de Acțiune/Aventură și premiul GameSpot pentru Jocul Anului pe platformele PS4 și Xbox One.
| \| Anul \| Premiul \| Categoria \| Rezultat \| Ref. \| \| ---- \| ---------------------------------------------- \| ------------------------------------------------------------------------------------------------------------------------------------------------------------------------------------------------------------------------------------------------ \| ------------ \| ---------- \| \| 2013 \| Premiile Inside Gaming, ediția a 5-a \| Jocul anului \| Nominalizare \| [91] \| \| 2013 \| Premiile Inside Gaming, ediția a 5-a \| Cea mai bună poveste \| Nominalizare \| [91] \| \| 2013 \| Premiile Inside Gaming, ediția a 5-a \| Alegerea jucătorilor \| Nominalizare \| [91] \| \| 2013 \| Premiile Cheat Code Central, ediția a 7-a \| Jocul anului \| Nominalizare \| [95] \| \| 2013 \| Premiile Cheat Code Central, ediția a 7-a \| Studioul anului (Ubisoft Montreal) \| Nominalizare \| [96] \| \| 2013 \| Premiile Cheat Code Central, ediția a 7-a \| Cea mai bună grafică \| Nominalizare \| [97] \| \| 2013 \| Premiile Cheat Code Central, ediția a 7-a \| Cel mai bun joc de acțiune/aventură \| Nominalizare \| [98] \| \| 2013 \| Premiile Spike VGX 2013 \| Cel mai bun joc de acțiune aventură \| Câștigat \| [92] \| \| 2013 \| Premiile Game Revolution 2013 \| Cel mai bun joc de acțiune-aventură \| Câștigat \| [99] \| \| 2013 \| Premiile Game Revolution 2013 \| Cel mai bun editor (Ubisoft) \| Nominalizare \| [100] \| \| 2013 \| Premiile GameSpot 2013 \| Cel mai bun joc pentru PS4 \| Câștigat \| [93] \| \| 2013 \| Premiile GameSpot 2013 \| Cel mai bun joc pentru Xbox One \| Câștigat \| [94] \| \| 2013 \| Premiile GameSpot 2013 \| Jocul anului \| Nominalizare \| [90] \| \| 2013 \| Premiile GameSpot 2013 \| Cel mai bun joc pentru PS3 \| Nominalizare \| [101] \| \| 2013 \| Premiile GameSpot 2013 \| Cel mai bun joc pentru Xbox 360 \| Nominalizare \| [102] \| \| 2013 \| Premiile Hardcore Gamer 2013 \| Cel mai bun joc de aventură \| Câștigat \| [103] \| \| 2013 \| Premiile Hardcore Gamer 2013 \| Continuarea continuărilor \| Câștigat \| [104] \| \| 2013 \| Premiile Hardcore Gamer 2013 \| Jocul anului \| Nominalizare \| [105] \| \| 2013 \| Premiile Hardcore Gamer 2013 \| Cel mai bun joc multiplatformă \| Nominalizare \| [106] \| \| 2013 \| Premiile Hardcore Gamer 2013 \| Cel mai bun mod multiplayer \| Nominalizare \| [107] \| \| 2013 \| Premiile Hardcore Gamer 2013 \| Cel mai bun nou personaj (Edward Kenway) \| Nominalizare \| [108] \| \| 2013 \| Premiile Hardcore Gamer 2013 \| Cea mai bună grafică \| Nominalizare \| [109] \| \| 2013 \| Premiile Destructoid 2013 \| Cel mai bun joc multiplatformă \| Nominalizare \| [110] \| \| 2013 \| Premiile Destructoid 2013 \| Cel mai bun joc de acțiune \| Nominalizare \| [111] \| \| 2013 \| Premiile Destructoid 2013 \| Cel mai bun joc competitiv \| Nominalizare \| [112] \| \| 2013 \| Premiile Giant Bomb 2013 \| Cea mai bună surpriză \| Câștigat \| [113] \| \| 2013 \| Premiile Giant Bomb 2013 \| Cel mai bun joc \| Nominalizare \| [114] \| \| 2013 \| Premiile NAVGTR, ediția a 13-a \| Cea mai bună regie de artă, Perioadă istorică \| Nominalizare \| [115] \| \| 2013 \| Premiile NAVGTR, ediția a 13-a \| Cel mai bun design de personaje \| Câștigat \| [115] \| \| 2013 \| Premiile NAVGTR, ediția a 13-a \| Cel mai bun design de costume \| Câștigat \| [115] \| \| 2013 \| Premiile NAVGTR, ediția a 13-a \| Cel mai bun design de joc, Serie \| Nominalizare \| [115] \| \| 2013 \| Premiile NAVGTR, ediția a 13-a \| Cea mai bună grafică, Tehnic \| Nominalizare \| [115] \| \| 2013 \| Premiile NAVGTR, ediția a 13-a \| Cel mai bun joc, Serie de aventură \| Nominalizare \| [115] \| \| 2014 \| Premiile GameTrailers 2013 \| Jocul anului \| Nominalizare \| [116] \| \| 2014 \| Premiile GameTrailers 2013 \| Cel mai bun joc multiplatformă \| Nominalizare \| [116] \| \| 2014 \| Premiile GameTrailers 2013 \| Cel mai bun joc de acțiune/aventură \| Nominalizare \| [116] \| \| 2014 \| Premiile IGN 2013 \| Cel mai bun joc de multiplayer pentru PS4 \| Câștigat \| [117] \| \| 2014 \| Premiile IGN 2013 \| Cel mai bun joc pentru Xbox One \| Câștigat \| [118] \| \| 2014 \| Premiile IGN 2013 \| Cel mai bun joc de acțiune-aventură pentru Xbox One \| Câștigat \| [119] \| \| 2014 \| Premiile IGN 2013 \| Cea mai bună poveste pentru Xbox One \| Câștigat \| [120] \| \| 2014 \| Premiile IGN 2013 \| Cel mai bun joc de acțiune-aventură pentru Wii U \| Câștigat \| [121] \| \| 2014 \| Premiile IGN 2013 \| Cel mai bun sunet pe Wii U \| Câștigat \| [122] \| \| 2014 \| Premiile IGN 2013 \| Cel mai bun joc de acțiune-aventură \| Nominalizare \| [123] \| \| 2014 \| Premiile IGN 2013 \| Cea mai bună muzică \| Nominalizare \| [124] \| \| 2014 \| Premiile IGN 2013 \| Cel mai bun joc de acțiune-aventură pentru PC \| Nominalizare \| [125] \| \| 2014 \| Premiile IGN 2013 \| Cel mai bun joc de acțiune-aventură pentru PS3 \| Nominalizare \| [126] \| \| 2014 \| Premiile IGN 2013 \| Cel mai bun sunet pe PS3 \| Nominalizare \| [127] \| \| 2014 \| Premiile IGN 2013 \| Cea mai bună poveste pentru PS3 \| Nominalizare \| [128] \| \| 2014 \| Premiile IGN 2013 \| Jocul anului pentru PS4 \| Nominalizare \| [129] \| \| 2014 \| Premiile IGN 2013 \| Cel mai bun joc de acțiune-aventură pentru Xbox 360 \| Nominalizare \| [130] \| \| 2014 \| Premiile IGN 2013 \| Cel mai bun sunet pe Xbox 360 \| Nominalizare \| [131] \| \| 2014 \| Premiile IGN 2013 \| Cea mai bună poveste pentru Xbox 360 \| Nominalizare \| [132] \| \| 2014 \| Premiile IGN 2013 \| Cel mai bun sunet pe Xbox One \| Nominalizare \| [133] \| \| 2014 \| Premiile IGN 2013 \| Jocul anului pentru Wii U \| Nominalizare \| [134] \| \| 2014 \| Premiile IGN 2013 \| Cel mai bun joc de multiplayer pentru Wii U \| Nominalizare \| [135] \| \| 2014 \| Premiile IGN 2013 \| Cea mai bună muzică pe Wii U \| Nominalizare \| [136] \| \| 2014 \| Premiile The Escapist 2013 \| Jocul anului \| Nominalizare \| [137] \| \| 2014 \| Premiile The Escapist 2013 \| Cel mai bun joc de acțiune-aventură \| Nominalizare \| [138] \| \| 2014 \| Premiile Official Xbox Magazine 2013 \| Cel mai bun joc de acțiune \| Câștigat \| [139] \| \| 2014 \| Premiile Official Xbox Magazine 2013 \| Jocul anului \| Nominalizare \| [140] \| \| 2014 \| Premiile Writers Guild of America 2013 \| Cel mai bun scenariu de joc video (Povestea de Darby McDevitt, Mustapha Mahrach, Jean Guesdon; Scenarist principal Darby McDevitt; Scenarist secundar Jill Murray; Scenarist pentru AI Nicholas Grimwood; Scenarist Singapore Mark Llabres Hill) \| Nominalizare \| [141] \| \| 2014 \| Premiile D.I.C.E., ediția a 17-a \| Jocul anului \| Nominalizare \| [142] \| \| 2014 \| Premiile D.I.C.E., ediția a 17-a \| Cel mai bun joc de aventură \| Nominalizare \| [142] \| \| 2014 \| Premiile D.I.C.E., ediția a 17-a \| Cea mai bună animație \| Nominalizare \| [142] \| \| 2014 \| Premiile D.I.C.E., ediția a 17-a \| Cea mai bună inginerie de gameplay \| Nominalizare \| [142] \| \| 2014 \| Premiile D.I.C.E., ediția a 17-a \| Cea mai bună inginerie vizuală \| Nominalizare \| [142] \| \| 2014 \| Premiile BAFTA Video Games, ediția a 10-a \| Jocul anului \| Nominalizare \| \| \| 2014 \| Premiile BAFTA Video Games, ediția a 10-a \| Acțiune/Aventură \| Nominalizare \| \| \| 2014 \| Premiile BAFTA Video Games, ediția a 10-a \| Design de joc \| Nominalizare \| \| \| 2014 \| Premiile BAFTA Video Games, ediția a 10-a \| Muzică \| Nominalizare \| \| \| 2014 \| Premiile Game Developers Choice, ediția a 14-a \| Cea mai bună tehnologie \| Nominalizare \| [143] \| \| 2014 \| Premiile Golden Joystick, ediția 32 \| Cel mai bun design vizual \| Câștigat \| [144][145] \| \| 2014 \| Premiile Golden Joystick, ediția 32 \| Studioul anului (Ubisoft Montreal) \| Câștigat \| [144][145] \| \| 2014 \| Premiile Golden Joystick, ediția 32 \| Cel mai bun sunet \| Câștigat \| [144][145] \| \| 2014 \| Premiile Golden Joystick, ediția 32 \| Cel mai bun moment de gaming (Cântece marinărești) \| Nominalizare \| [144][145] \| \| 2014 \| Premiile Golden Joystick, ediția 32 \| Jocul anului \| Nominalizare \| [144][145] \| |                                                | |              |                 |
| Anul | Premiul                                        | Categoria | Rezultat     | Ref.            |
| 2013 | Premiile Inside Gaming, ediția a 5-a           | Jocul anului | Nominalizare | [ 91 ]          |
| 2013 | Premiile Inside Gaming, ediția a 5-a           | Cea mai bună poveste | Nominalizare | [ 91 ]          |
| 2013 | Premiile Inside Gaming, ediția a 5-a           | Alegerea jucătorilor | Nominalizare | [ 91 ]          |
| 2013 | Premiile Cheat Code Central, ediția a 7-a      | Jocul anului | Nominalizare | [ 95 ]          |
| 2013 | Premiile Cheat Code Central, ediția a 7-a      | Studioul anului (Ubisoft Montreal) | Nominalizare | [ 96 ]          |
| 2013 | Premiile Cheat Code Central, ediția a 7-a      | Cea mai bună grafică | Nominalizare | [ 97 ]          |
| 2013 | Premiile Cheat Code Central, ediția a 7-a      | Cel mai bun joc de acțiune/aventură | Nominalizare | [ 98 ]          |
| 2013 | Premiile Spike VGX 2013                        | Cel mai bun joc de acțiune aventură | Câștigat     | [ 92 ]          |
| 2013 | Premiile Game Revolution 2013                  | Cel mai bun joc de acțiune-aventură | Câștigat     | [ 99 ]          |
| 2013 | Premiile Game Revolution 2013                  | Cel mai bun editor (Ubisoft) | Nominalizare | [ 100 ]         |
| 2013 | Premiile GameSpot 2013                         | Cel mai bun joc pentru PS4 | Câștigat     | [ 93 ]          |
| 2013 | Premiile GameSpot 2013                         | Cel mai bun joc pentru Xbox One | Câștigat     | [ 94 ]          |
| 2013 | Premiile GameSpot 2013                         | Jocul anului | Nominalizare | [ 90 ]          |
| 2013 | Premiile GameSpot 2013                         | Cel mai bun joc pentru PS3 | Nominalizare | [ 101 ]         |
| 2013 | Premiile GameSpot 2013                         | Cel mai bun joc pentru Xbox 360 | Nominalizare | [ 102 ]         |
| 2013 | Premiile Hardcore Gamer 2013                   | Cel mai bun joc de aventură | Câștigat     | [ 103 ]         |
| 2013 | Premiile Hardcore Gamer 2013                   | Continuarea continuărilor | Câștigat     | [ 104 ]         |
| 2013 | Premiile Hardcore Gamer 2013                   | Jocul anului | Nominalizare | [ 105 ]         |
| 2013 | Premiile Hardcore Gamer 2013                   | Cel mai bun joc multiplatformă | Nominalizare | [ 106 ]         |
| 2013 | Premiile Hardcore Gamer 2013                   | Cel mai bun mod multiplayer | Nominalizare | [ 107 ]         |
| 2013 | Premiile Hardcore Gamer 2013                   | Cel mai bun nou personaj (Edward Kenway) | Nominalizare | [ 108 ]         |
| 2013 | Premiile Hardcore Gamer 2013                   | Cea mai bună grafică | Nominalizare | [ 109 ]         |
| 2013 | Premiile Destructoid 2013                      | Cel mai bun joc multiplatformă | Nominalizare | [ 110 ]         |
| 2013 | Premiile Destructoid 2013                      | Cel mai bun joc de acțiune | Nominalizare | [ 111 ]         |
| 2013 | Premiile Destructoid 2013                      | Cel mai bun joc competitiv | Nominalizare | [ 112 ]         |
| 2013 | Premiile Giant Bomb 2013                       | Cea mai bună surpriză | Câștigat     | [ 113 ]         |
| 2013 | Premiile Giant Bomb 2013                       | Cel mai bun joc | Nominalizare | [ 114 ]         |
| 2013 | Premiile NAVGTR, ediția a 13-a                 | Cea mai bună regie de artă, Perioadă istorică | Nominalizare | [ 115 ]         |
| 2013 | Premiile NAVGTR, ediția a 13-a                 | Cel mai bun design de personaje | Câștigat     | [ 115 ]         |
| 2013 | Premiile NAVGTR, ediția a 13-a                 | Cel mai bun design de costume | Câștigat     | [ 115 ]         |
| 2013 | Premiile NAVGTR, ediția a 13-a                 | Cel mai bun design de joc, Serie | Nominalizare | [ 115 ]         |
| 2013 | Premiile NAVGTR, ediția a 13-a                 | Cea mai bună grafică, Tehnic | Nominalizare | [ 115 ]         |
| 2013 | Premiile NAVGTR, ediția a 13-a                 | Cel mai bun joc, Serie de aventură | Nominalizare | [ 115 ]         |
| 2014 | Premiile GameTrailers 2013                     | Jocul anului | Nominalizare | [ 116 ]         |
| 2014 | Premiile GameTrailers 2013                     | Cel mai bun joc multiplatformă | Nominalizare | [ 116 ]         |
| 2014 | Premiile GameTrailers 2013                     | Cel mai bun joc de acțiune/aventură | Nominalizare | [ 116 ]         |
| 2014 | Premiile IGN 2013                              | Cel mai bun joc de multiplayer pentru PS4 | Câștigat     | [ 117 ]         |
| 2014 | Premiile IGN 2013                              | Cel mai bun joc pentru Xbox One | Câștigat     | [ 118 ]         |
| 2014 | Premiile IGN 2013                              | Cel mai bun joc de acțiune-aventură pentru Xbox One | Câștigat     | [ 119 ]         |
| 2014 | Premiile IGN 2013                              | Cea mai bună poveste pentru Xbox One | Câștigat     | [ 120 ]         |
| 2014 | Premiile IGN 2013                              | Cel mai bun joc de acțiune-aventură pentru Wii U | Câștigat     | [ 121 ]         |
| 2014 | Premiile IGN 2013                              | Cel mai bun sunet pe Wii U | Câștigat     | [ 122 ]         |
| 2014 | Premiile IGN 2013                              | Cel mai bun joc de acțiune-aventură | Nominalizare | [ 123 ]         |
| 2014 | Premiile IGN 2013                              | Cea mai bună muzică | Nominalizare | [ 124 ]         |
| 2014 | Premiile IGN 2013                              | Cel mai bun joc de acțiune-aventură pentru PC | Nominalizare | [ 125 ]         |
| 2014 | Premiile IGN 2013                              | Cel mai bun joc de acțiune-aventură pentru PS3 | Nominalizare | [ 126 ]         |
| 2014 | Premiile IGN 2013                              | Cel mai bun sunet pe PS3 | Nominalizare | [ 127 ]         |
| 2014 | Premiile IGN 2013                              | Cea mai bună poveste pentru PS3 | Nominalizare | [ 128 ]         |
| 2014 | Premiile IGN 2013                              | Jocul anului pentru PS4 | Nominalizare | [ 129 ]         |
| 2014 | Premiile IGN 2013                              | Cel mai bun joc de acțiune-aventură pentru Xbox 360 | Nominalizare | [ 130 ]         |
| 2014 | Premiile IGN 2013                              | Cel mai bun sunet pe Xbox 360 | Nominalizare | [ 131 ]         |
| 2014 | Premiile IGN 2013                              | Cea mai bună poveste pentru Xbox 360 | Nominalizare | [ 132 ]         |
| 2014 | Premiile IGN 2013                              | Cel mai bun sunet pe Xbox One | Nominalizare | [ 133 ]         |
| 2014 | Premiile IGN 2013                              | Jocul anului pentru Wii U | Nominalizare | [ 134 ]         |
| 2014 | Premiile IGN 2013                              | Cel mai bun joc de multiplayer pentru Wii U | Nominalizare | [ 135 ]         |
| 2014 | Premiile IGN 2013                              | Cea mai bună muzică pe Wii U | Nominalizare | [ 136 ]         |
| 2014 | Premiile The Escapist 2013                     | Jocul anului | Nominalizare | [ 137 ]         |
| 2014 | Premiile The Escapist 2013                     | Cel mai bun joc de acțiune-aventură | Nominalizare | [ 138 ]         |
| 2014 | Premiile Official Xbox Magazine 2013           | Cel mai bun joc de acțiune | Câștigat     | [ 139 ]         |
| 2014 | Premiile Official Xbox Magazine 2013           | Jocul anului | Nominalizare | [ 140 ]         |
| 2014 | Premiile Writers Guild of America 2013         | Cel mai bun scenariu de joc video (Povestea de Darby McDevitt, Mustapha Mahrach, Jean Guesdon; Scenarist principal Darby McDevitt; Scenarist secundar Jill Murray; Scenarist pentru AI Nicholas Grimwood; Scenarist Singapore Mark Llabres Hill) | Nominalizare | [ 141 ]         |
| 2014 | Premiile D.I.C.E., ediția a 17-a               | Jocul anului | Nominalizare | [ 142 ]         |
| 2014 | Premiile D.I.C.E., ediția a 17-a               | Cel mai bun joc de aventură | Nominalizare | [ 142 ]         |
| 2014 | Premiile D.I.C.E., ediția a 17-a               | Cea mai bună animație | Nominalizare | [ 142 ]         |
| 2014 | Premiile D.I.C.E., ediția a 17-a               | Cea mai bună inginerie de gameplay | Nominalizare | [ 142 ]         |
| 2014 | Premiile D.I.C.E., ediția a 17-a               | Cea mai bună inginerie vizuală | Nominalizare | [ 142 ]         |
| 2014 | Premiile BAFTA Video Games, ediția a 10-a      | Jocul anului | Nominalizare |                 |
| 2014 | Premiile BAFTA Video Games, ediția a 10-a      | Acțiune/Aventură | Nominalizare |                 |
| 2014 | Premiile BAFTA Video Games, ediția a 10-a      | Design de joc | Nominalizare |                 |
| 2014 | Premiile BAFTA Video Games, ediția a 10-a      | Muzică | Nominalizare |                 |
| 2014 | Premiile Game Developers Choice, ediția a 14-a | Cea mai bună tehnologie | Nominalizare | [ 143 ]         |
| 2014 | Premiile Golden Joystick, ediția 32            | Cel mai bun design vizual | Câștigat     | [ 144 ] [ 145 ] |
| 2014 | Premiile Golden Joystick, ediția 32            | Studioul anului (Ubisoft Montreal) | Câștigat     | [ 144 ] [ 145 ] |
| 2014 | Premiile Golden Joystick, ediția 32            | Cel mai bun sunet | Câștigat     | [ 144 ] [ 145 ] |
| 2014 | Premiile Golden Joystick, ediția 32            | Cel mai bun moment de gaming (Cântece marinărești) | Nominalizare | [ 144 ] [ 145 ] |
| 2014 | Premiile Golden Joystick, ediția 32            | Jocul anului | Nominalizare | [ 144 ] [ 145 ] |

### Criticile celor de la PETA
Organizația pentru protecția animalelor People for the Ethical Treatment of Animals (PETA) a criticat Assassin's Creed IV: Black Flag pentru includerea balenelor, spunând că este "rușinos" pentru un joc video să "glorifice" vânătoarea de balene. Organizația a declarat că este dizgrațios că industria de jocuri video nu a condamnat adăugarea. În semn de răspuns, Ubisoft a declarat că ei nu tolerează "vânătoarea de balene ilegală" și nici "stilul de viață al piraților", jocul fiind doar o reprezentare a evenimentelor din viața reală a respectivei perioade istorice.
PETA are un istoric în criticarea jocurilor video, unele dintre cele mai celebre cazuri fiind împotriva lui Mario și Pokémon.

## Continuitatea seriei
Assassin's Creed Unity are loc în Paris, în timpul Revoluției Franceze. A fost lansat internațional pentru PlayStation 4, Xbox One și Windows în data de 11 noiembrie 2014.
Assassin's Creed Rogue este continuarea lui Assassin's Creed IV: Black Flag și servește ca prequel atât pentru Unity, cât și pentru III. Povestea îl urmărește pe Shay Cormac, fost Asasin, acum devenit Templier, care vânează membri ai Frăției Asasinilor. Având loc în America de Nord în timpul Războiului de Șapte Ani, jocul s-a lansat pentru platformele PlayStation 3 și Xbox 360 în data de 11 noiembrie 2014.